# Neurolyga texana
Neurolyga texana är en tvåvingeart som först beskrevs av Ephraim Porter Felt 1908.  Neurolyga texana ingår i släktet Neurolyga och familjen gallmyggor. Inga underarter finns listade i Catalogue of Life.